# Niels Mørk
Niels Karl Mørk (23. september 1909 i Brejning, Ringkjøbing Amt – 4. marts 2002) var en dansk politiker.

## Lokalpolitik
Han var søn af skræddermester Peter Mørk (død 1960) og hustru Katrine født Jensen (død 1978). Niels Mørk blev udlært maskinarbejder 1928 og sejlede som maskinassistent i ca. to år. Han fik et fagligt tillidshverv som kasserer i den lokale afdeling af Dansk Smede- og Maskinarbejderforbund i Skanderborg 1934-37. Han flyttede til Helsingør, hvor han arbejdede på Helsingør Skibsværft og Maskinbyggeri fra 1937 til 1947. På værftet tog han initiativ til starten af Smedenes socialdemokratiske Klub.
Mørk blev arresteret af tyskerne for illegal virksomhed (militærgruppe) under besættelsen. Han sad først i Visborg på Strandvejen, dernæst Vestre Fængsel og til sidst i Frøslevlejren indtil befrielsen.
Efter nogle år som næstformand blev Niels Mørk i april 1946 valgt som formand for den socialdemokratiske partiforening i Helsingør, hvilket han var indtil 1970. Han blev valgt til Helsingør Byråd i 1947 og forblev medlem af byrådet til 1970. Han var i mange år viceborgmester (1962-70) og rådmand (1958-70). 
Især boligbevægelsen optog Mørk, og han var initiativtager til at starte Andelsboligforeningen "Kingo". I 1954 overtog han posten som formand for Det sociale Boligselskab (nuværende Helsingør Boligselskab) efter stifteren af boligselskabet Peter Christensen – den mangeårige borgmester i Helsingør. Niels Mørk forlod formandsposten for boligselskabet i 1971. I Niels Mørks aktive tid i boligbevægelsen blev der anlagt boligområder såsom Blicherparken, Sundparken, Søvænget, Damvænget og Grønningen.
Niels Mørk sad også i bestyrelsen for Det kooperative Fællesråd, Fællesorganisationen, Arbejdernes Oplysningsforbunds afdeling i Helsingør, Folkets Hus og var fra 1967 til 1972 medlem af LO-skolens ledelse. 

## Landspolitik
Niels Mørk var socialdemokratisk medlem af Folketinget for Helsingørkredsen fra 1947 til 1971. I de næsten 25 år var han meget aktiv og interesseret i forbedringer på det sociale områder. Især folkepensionsområdet og de daværende sygekasser havde især hans opmærksomhed. Vilkårene for landets pensionister blev klart forbedret, da de ældres aldersrente med årene blev til folkepension. Han var formand for de sjællandske Sygekasser og Centralforeningen af Sygekasser i Danmark. Da sygekasserne i 1973 blev nedlagt, blev han formand for Sygekassernes Helsefond og Rekreadan. 
Mørk var medlem af bestyrelsen for Kommunernes Kulkontor fra 1950 (formand 1964-70) og for Kongeriget Danmarks Hypotekbank 1954-71, af Licitationskommissionen af 1955 og af Kronborgudvalget, medlem af Sygeforsikringskornmissionen af 1954 og Folkepensionskommissionen af 1961, næstformand i Ssocialreformkommissionen af 1964, medlem af Nordisk Råd 1964-68, formand for De forenede sjællandske sygekasser 1957-73 og for De samvirkende Centralforeninger af Sygekasser i Danmark 1962-73, af bestyrelse og forretningsudvalg for Dansk Udlands-Rekreation »Rekreadan« og af Statens Ligningsråd fra 1971. Han var medlem af tilsynsråd og forretningsudvalg for Sparekassen SKS fra 1972, formand for Sygekassernes Helsefond og efterlønsudvalg samt formand for Foreningen til oprettelse af kredsløbssanatorier.
Han blev gift 11. juni 1948 med Elna Gurli Nilsson (4. december 1916 - ?).